# Lokodi Edit Emőke
Lokodi Edit Emőke (Marosvásárhely, 1953. június 23.) erdélyi magyar jogász, politikus, 1999-ben a bukaresti Országos Számvevőszék tagja, 2004-től a Maros Megyei Önkormányzat elnöke, illetve 2012-2014 között egyik alelnöke.

## Tanulmányai
1968-1972 között a marosvásárhelyi 4-es számú Líceum tanulója volt, majd a kolozsvári Babeș–Bolyai Tudományegyetem jogi karán szerezte meg a jogász diplomát. Egyetemi tanulmányai előtt kötelező katonai gyakorlaton vett részt.

## Politikai pályafutása
1991-ig ügyészként dolgozott, majd 1999-ig ügyvédként folytatta tovább munkásságát. 1999-ben az RMDSZ a bukaresti Országos Számvevőszék bírósági tanácsának tagjává jelölte, viszont a tagságát a román parlament szavazzta meg.
Bukaresti tevékenysége miatt népszerűvé vált az erdélyi magyar közösségen belül és 2004-ben a helyhatósági választásokon az RMDSZ színeiben szerezte meg a Maros Megyei Önkormányzat elnöki tisztségét. Tevékenysége során nagy hangsúlyt fektetett a külföldi kapcsolatok létrehozására. Ennek tudható be a jó viszony a magyarországi Győr-Moson-Sopron, Szabolcs-Szatmár-Bereg és az írországi Fingal megyék között. Jelentős fejlesztéseket támogatott a marosvásárhelyi nemzetközi repülőtéren, és a közelében felépült egy ipari park is, melynek projektje az Európai Unió SAPARD programjának köszönhetően valósulhatott meg.
2008. június 1-én újabb mandátumot szerzett Lokodi, aki a szavazatok 35,55%-át, vagyis 90 743 szavazatot kapott, míg a legesélyesebb ellenfele Ciprian Dobre, Maros megye volt prefektusa, liberális politikus 1,8%-kal kevesebbet, vagyis 86 125-öt. 2009. augusztus 1-én a három székelyföldi megye, Maros, Hargita és Kovászna elnökei közösen emlékeztek meg az 1849-es nyerges-tetői ütközet hőseire a csata 160. évfordulóján. A három székely megye egységének kifejezésére mindhárman népviseletben jelentek meg a Nyerges-tetőn tartott rendezvényen. Borboly Csaba és Tamás Sándor lovakon, míg Lokodi Edit Emőke hintón érkezett az ünnepi rendezvényre.